# Johnny A.
Johnny A., pseudonimo di John Antonopoulos (Malden, 14 novembre 1952), è un chitarrista statunitense, di origine greca. Dal 2015 è un membro del gruppo The Yardbirds.

## Discografia parziale
- 1999 - Sometime Tuesday Morning
- 2004 - Get Inside
- 2010 - One November Night
- 2014 - Driven